# Manuel Ramos Montes
Manuel R. Montes (Zacatecas, México, 1981) es prosista y baterista. Terminó sus primeros estudios de literatura en la Universidad Autónoma de Zacatecas en 2004 y obtuvo en 2011 la Maestría en Literatura Mexicana en la Benemérita Universidad Autónoma de Puebla con la distinción cum laude. Doctor en Lenguas y Literaturas Romance por la University of Cincinnati. Profesor de Español, Literatura y Cultura Latinoamericanas en University of Toledo.
Junto al escritor mexicano Aguillón-Mata, fundó la extinta revista literaria La Cabeza del Moro, de la cual fue director único y editor entre los años 2005 y 2009. Ha sido traducido al inglés por Toshiya Kamei y por el poeta José Ángel Araguz.

## Obras
Libros de ficción
- El inconcluso decaedro y otros relatos (Instituto Zacatecano de Cultura, 2003)
- Loquios (Fondo Editorial Tierra Adentro, 2008)
- Pentimenti. Cuentos en retrospectiva. 2011-2004 (Taberna Libraria Editores, 2012)

Novelas
- Llanto de Lisboa, Premio Nacional de Literatura Joven Salvador Gallardo Dávalos en 2009 (Instituto Cultural de Aguascalientes, 2010)
- Infinita sangre bajo nuestros túneles, Premio Bellas Artes Juan Rulfo Para Primera Novela en 2007 (Pictographia Editorial, 2013)
- Tratado de la Ilusión (Ediciones Oblicuas, 2021)

Ensayo
- Aurea mediocritas, Certamen Nacional de Ensayo Literario Alfonso Reyes en 2014 (CONARTE, 2015)